# Caída de los precios del petróleo en los años 2010
La caída de los precios del petróleo en el 2010 fue una considerable caída de petróleo crudo momentánea que marco el término del cuarto boom petrolero, ya para el año 2012 y 2013 llegó el quinto boom petrolero que terminó a finales de 2014 tal como se ve en la imagen, esta debido a múltiples causas. Incluyendo la sobre oferta general, como la producción de petróleo de esquisto de Estados Unidos y Canadá que alcanzó volúmenes críticos, generando rivalidades geopolíticas entre los países productores de petróleo, además la caída de la demanda en los mercados de materias primas debido a la desaceleración de la economía china, y la posible restricción de la demanda a largo plazo, ya que la política ambiental promueve combustible más eficiente y dirige una creciente parte del consumo de energía lejos de los combustibles fósiles.
El precio mundial del petróleo estaba por encima de los 125 dólares estadounidenses por barril en el año 2012 y se mantuvo relativamente fuerte por encima de los 100 dólares hasta septiembre de 2014, tras lo cual entró en una espiral descendente, cayendo por debajo de los 30 dólares en enero de 2016. La producción de la OPEP creció gracias al levantamiento de las sanciones internacionales contra Irán, en un momento en que los mercados ya parecían estar sobre abastecidos por al menos 2 millones de barriles por día..
En diciembre de 2015, El Telégrafo citó a un importante corredor de petróleo diciendo: "El mundo está flotando en petróleo. Las cifras que enfrentamos ahora son terribles" - y la revista Forbes declaró: "La caída del precio del petróleo en curso se ha transformado más o menos en una derrota completa, con profundas implicaciones a largo plazo para la industria en general".
A medida que el año 2016 continuó, el precio gradualmente volvió a subir a los US$40, con el mundo esperando para ver si, cuándo y cómo el mercado volvería a equilibrarse.

Gráfica actualizada de precios

## Precios insostenibles
El 6 de abril de 2014, en un diario saudí, el economista del Foro Mundial de Pensiones, Nicolás J. Firzli, advirtió que la creciente situación de exceso de oferta podría tener consecuencias económicas duraderas negativas para todos los estados miembros del Consejo de Cooperación del Golfo:

"El precio del petróleo se ha estabilizado en un nivel relativamente alto (alrededor de $ 100 por barril) a diferencia de todos los ciclos recesivos anteriores desde 1980 (inicio de la Primera Guerra del Golfo Pérsico). Pero nada garantiza tales niveles de precios a perpetuidad".
Nicolas J. Firzli

## Causas

### Producción de esquisto norteamericano
La producción combinada de petróleo de Estados Unidos y Canadá casi se duplicó con respecto a los niveles de 2008, debido a las mejoras sustanciales en la tecnología de fracturación hidráulica de esquisto en respuesta a los precios récord del petróleo. El aumento constante de la producción adicional, en su mayoría de Dakota del Norte, el oeste de Texas, Oklahoma y Alberta, condujo finalmente a una caída de los requisitos de importación de petróleo de Estados Unidos y un volumen récord de los inventarios mundiales de petróleo en almacenamiento.

### El crecimiento lento de China
La turbulencia del mercado accionario chino de 2015-16 desaceleró el crecimiento de la economía en China, restringiendo su demanda de petróleo y otros productos industriales..

### Rivalidades geopolíticas
A pesar de las antiguas rivalidades geopolíticas, especialmente el bloque de CCG contra Irán y Venezuela, los productores de petróleo de mercados emergentes dentro y fuera de la OPEP mantuvieron al menos cierta disciplina de producción hasta el otoño de 2014, cuando Arabia Saudita propugnó una mayor producción de la OPEP y niveles de precios más bajos. rentabilidad de la producción de petróleo de esquisto de alto costo.
Algunos expertos en geoeconomía han argumentado que la rivalidad entre Arabia Saudita y Qatar ha roto la apariencia de unidad que puede haber existido entre los productores de combustibles fósiles:
"Lo que estamos presenciando aquí es una lucha a muerte entre los principales productores mundiales de petróleo y gas natural en un momento en que los precios de los combustibles fósiles se están colapsando en todos los ámbitos".

### Combatiendo el cambio climático
En los cuartos previos a la XXI Conferencia de las Naciones Unidas sobre Cambio Climático en París, los responsables de las políticas de los Estados Unidos y de la Unión Europea se volvieron activos ideando nuevas formas de fomentar la administración del capital privado y la inversión "más ecológica": persuadir e incentivar a los propietarios de activos institucionales para adoptar la energía renovable y un espíritu de inversión de bajo carbono, más propicio para el crecimiento a largo plazo.
En su intervención en el quinto Foro Mundial de Pensiones celebrado en París al margen de la Conferencia de la ONU, el Director del Earth Institute, Jeffrey Sachs, argumentó que los inversores institucionales eventualmente tendrían que desprenderse de las firmas de la industria petrolera que dependen del carbono si no pudieran reaccionar a los esfuerzos políticos y regulatorios para frenar el cambio climático: "Todas las empresas de energía en la cartera de un fondo de pensiones deben ser examinadas desde una perspectiva puramente financiera sobre su futuro, '¿Por qué [esta empresa] queremos mantenerla en un período de cinco a veinte años?"... Si seguimos teniendo grandes compañías de energía que no tienen una respuesta a una prueba financiera básica, solo estamos apostando. Tenemos que asumir una responsabilidad fiduciaria, estas no son buenas apuestas".
El presidente Obama insistió en el papel esencial de Estados Unidos a ese respecto: "Hemos liderado con el ejemplo de Alaska a la Costa del Golfo [...] a las Grandes Llanuras [...] hemos visto la racha más larga de creación de empleo privado en nuestra historia . Hemos impulsado nuestra producción económica a máximos históricos mientras reducimos nuestra contaminación de carbono a su nivel más bajo en casi dos décadas. Y luego, con nuestro histórico anuncio conjunto con China el año pasado, demostramos que era posible salvar la vieja división entre países desarrollados y en desarrollo que había obstaculizado el progreso global durante tanto tiempo [...]. Esa fue la base del éxito en París ".

## Efectos

### Venezuela
En el gobierno de Hugo Chávez y su revolución bolivariana, los recursos de PDVSA se utilizaron para financiar programas sociales, y Chávez lo trató como una "alcancía". Sus políticas sociales resultaron en gastos excesivos que causaron escasez en Venezuela y permitieron que la tasa de inflación creciera a una de las tasas más altas del mundo.
Según Cannon, los ingresos estatales provenientes de los ingresos petroleros crecieron "del 51% del ingreso total en 2000 al 56% en 2006"; las exportaciones de petróleo aumentaron "del 77% en 1997 ... al 89% en 2006"; y la dependencia de su administración de las ventas de petróleo era "uno de los principales problemas que enfrentaba el gobierno de Chávez". Y en 2012, el Banco Mundial explicó que la economía de Venezuela es "extremadamente vulnerable" a los cambios en los precios del petróleo ya que en 2012 "el 96% de las exportaciones del país y casi la mitad de sus ingresos fiscales" dependían de la producción de petróleo. Cuando los precios del petróleo cayeron en 2015, esto empeoró la crisis que Venezuela estaba experimentando por la mala administración del gobierno.

### Cuba
Inmediatamente después de la muerte de Hugo Chávez, Castro buscó un nuevo benefactor a medida que el petróleo que se enviaba desde Venezuela a Cuba comenzó a disminuir. Con Cuba necesitando un nuevo apoyo, las relaciones entre los Estados Unidos y Cuba comenzaron a restablecerse en 2014 durante el deshielo cubano-estadounidense.
Sin embargo, en 2016, Cuba aún confiaba en la asistencia petrolera y económica de Venezuela. Con la desaceleración de la economía cubana como resultado de la propia crisis de Venezuela, muchos cubanos temieron que su nación pronto retornara a tener experiencias similares a las del Período Especial, que ocurrió luego de la disolución de la Unión Soviética, de la que Cuba dependía fuertemente.